# Catedral de la Inmaculada Concepción (Tyler)

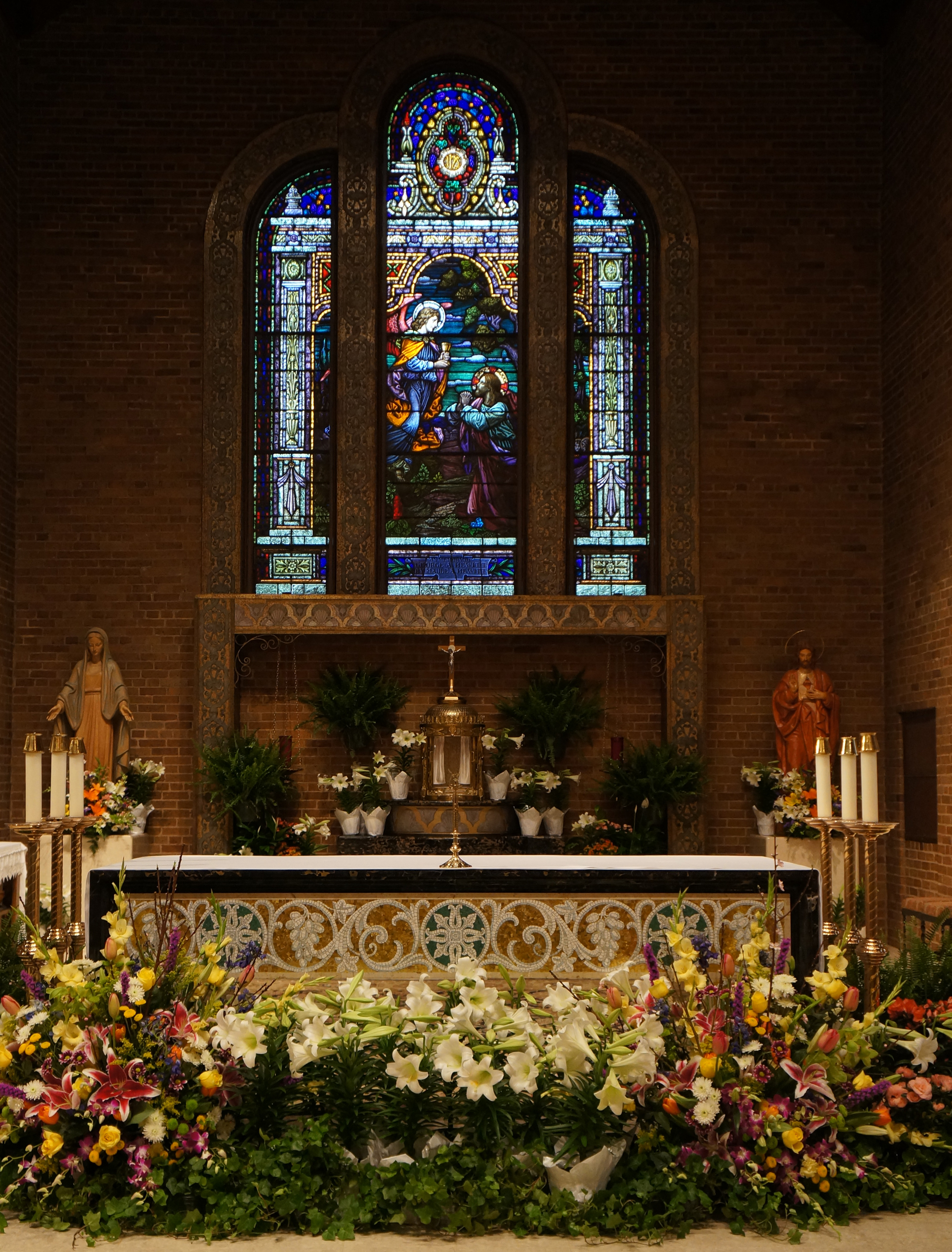
Vista del altar y las vidrieras

La catedral de la Inmaculada Concepción (en inglés: Cathedral of the Immaculate Conception) es una catedral católica ubicada en Tyler, perteneciente a la diócesis de Tyler, Texas, Estados Unidos. Es la iglesia asiento y principal de la diócesis católica de Tyler .
Tyler comenzó a crecer cuando el ferrocarril llegó a la ciudad en la década de 1870. Sacerdotes de Nacogdoches y Palestine llegaron a Tyler para celebrar la misa y atender las necesidades pastorales de los católicos. La Iglesia de la Inmaculada Concepción fue establecida en 1878. Una iglesia marco de madera fue construido en la esquina de la calle West Locust y la avenida  North College dos años más tarde. Por la década de 1910 se hizo evidente que la parroquia necesitaba una iglesia más grande, sin embargo, la presente iglesia no se construiría hasta después de que el Rev. Sebastián A. Samperi se convirtió en pastor en 1927 que la iglesia actual se pudo construir. La propiedad fue comprada en Front Street y South Broadway y la nueva iglesia fue dedicada el 17 de marzo de 1935.